# Олтец
О́лтец (рум. Olteț) — река в Румынии, правый приток Олта, протекает по территории жудецов Горж, Вылча и Олт на юге страны.
Длина реки составляет 185 км. Площадь водосборного бассейна — 2663 км².
Олтец начинается в горном массиве Парынг Южных Карпат. В верхней половине течёт на юг, в нижней — постепенно смещается на юго-восток. В среднем течении пересекает Гетское плато. Впадает в Олт ниже Фэлкою на Нижнедунайской низменности.